# Wein+Markt
WEIN+MARKT ist eine monatlich erscheinende Fachzeitschrift, die sich schwerpunktmäßig an den Weinhandel, aber auch an Weinerzeuger und Weinmarktinteressierte im deutschsprachigen Raum richtet.

## Inhalt
Das Weinwirtschaftsmagazin behandelt aktuelle Branchenthemen, verkostet in eigenen Tests Weine (ausschließlich Blindverkostung), analysiert Marktdaten, beobachtet mit eigenen Storechecks das Weinangebot in Deutschland und beleuchtet alle Vertriebskanäle für Wein, Schaumwein und verwandte Spirituosen.
Chefredakteurin ist seit Januar 2022 Katja Apelt. Sie folgte auf Werner Engelhard, der das Magazin 20 Jahre lang prägte.

## Auflagenzahlen
Die Zeitschrift wird im Fachverlag Dr. Fraund, Mainz, herausgegeben. Die Druckauflage liegt bei 7210 Exemplaren (IVW, 3. Quartal 2021).

## Trivia
Zum im Jahr 2000 gegründeten Monatstitel gehört ein wöchentlicher Newsletter, die sogenannte „faxline“, und der täglich aktualisierte Webauftritt.
Die Weinfachzeitschrift Wein+Markt hat im August 2006 das erste Interview der Unternehmensgeschichte mit ALDI – vom Netzwerk Recherche noch 2003 mit der „Verschlossenen Auster“ ausgezeichnet – geführt.